# Білахів Віталій Семенович
Білахів Віталій Семенович (26 травня 1897, Катеринослав —?)— український військовик. Учасник Першого зимового походу Армії УНР, за який отримав Залізного хреста. Сотник армії УНР, інженер. 
Відповідно до українського законодавства може бути зарахований до борців за незалежність України у ХХ сторіччі.

## Біографія
Народився 26 травня 1897р. у Катеринославі. 1915 року закінчив 1-шу реальну школу, а наступного року— Сергіївську гарматну школу. Навчався у Катеринославському гірничому інституті й Варшавському університеті (1922).
В січні 1919р. мобілізований до української армії, в гарматних частинах якої відбував службу до квітня 1922 року. Взяв участь у Першому зимовому поході Армії УНР, за який нагороджений Залізним хрестом. 21 листопада 1920р. разом з українськими частинами перейшов Збруч. Інтернований у таборі Каліш.
У квітні 1922р. в Польщі вступив на математичний відділ філософського факультету, а згодом переїхав до ЧСР, де 1927р. закінчив УГА.
Подальша доля невідома.

## Вшанування пам'яті
У місті Дніпро вулицю Ахматової перейменували на вулицю Віталія Білахіва.